# Culturele moslims
Culturele moslims, ook wel bekend als cultuurmoslims en niet-praktiserende moslims, zijn mensen die zich identificeren als moslims, maar niet religieus zijn en het geloof niet praktiseren. Het kunnen niet-observerende, seculiere of niet-religieuze  individuen zijn die zich nog steeds identificeren met de islam vanwege familieachtergronden, persoonlijke ervaringen, etnisch en nationaal erfgoed, of de sociale en culturele omgeving waarin ze zijn opgegroeid. Het idee van de culturele moslim wordt echter niet altijd geaccepteerd in conservatieve islamitische gemeenschappen.
Culturele moslims zijn over de hele wereld te vinden, vooral in de Balkan, Centraal-Azië, Europa  , Maghreb, het Midden-Oosten, Rusland, Turkije, Singapore, Maleisië, Indonesië en de Verenigde Staten. In verschillende landen en regio's praktiseren zelfgerapporteerde moslims de religie op een laag niveau. Voor sommigen wordt hun 'moslim'-identiteit geassocieerd met cultureel, etnisch of nationaal erfgoed in plaats van louter religieus geloof.